# Remedios Amaya
Remedios Amaya, pseudonimo di María Dolores Amaya Vega (Siviglia, 1962), è una cantante spagnola di flamenco.
Ha rappresentato la Spagna all'Eurovision Song Contest 1983. Remedios Amaya è stata apprezzata dal pubblico internazionale sin dal debutto.

## Carriera
Il suo primo album, l'eponimo Remedios Amaya, è stato pubblicato nel 1978. Nel 1983 è stata scelta da Televisión Española per rappresentare la Spagna all'Eurovision Song Contest 1983 a Monaco di Baviera. Collezionò zero punti con la canzone ¿Quién maneja mi barca?.
I primi lavori di Amaya, Luna nueva (1983) e Seda en mi piel (1984), sono stati un esempio di flamenco-rock. Nel 1997 pubblicò l'album Me voy contigo (1997), prodotto da Vicente Amigo; l'album ha venduto più di 150.000 copie. Comprendeva il suo più grande successo, Turu Turai. Gli album seguenti sono stati Gitana soy (2001) e Sonsonete (2002), e nel 2004 ha pubblicato una compilation dei suoi maggiori successi. Nel 2016 ha pubblicato un nuovo album, Rompiendo el silencio.

## Riconoscimenti
- Premio Radiolé alla carriera del Grupo PRISA (2018)[8]

## Discografía

### Album in studio
- Remedios Amaya (Epic Records, 1978)
- Cantaron las estrellas (Epic Records, 1979)
- Luna nueva (CFE, 1983)
- Seda en mi piel (CFE, 1984)
- Me voy contigo (EMI, 1997) (con la chitarra di Vicente Amigo)
- Gitana soy (EMI, 2000)
- Sonsonete (EMI, 2002)
- Rompiendo el silencio (WMG, 2016)

### Raccolte
- Mis sueños azules (Sony Music, 2000)
- Luna gitana (Camden, 2001)
- Colección de grandes éxitos (EMI, 2003)